# Parabuteo unicinctus
La poiana di Harris (Parabuteo unicinctus (Temminck, 1824)) è un uccello rapace della famiglia degli Accipitridi diffuso nel continente americano.

## Descrizione
La sua lunghezza varia dai 45 ai 60 cm ed il peso varia da 600 a 750 g nei maschi e tra i 700 e 1200 g nelle femmine. L'apertura alare non varia nei sessi, raggiunge valori compresi tra i 100 e 120 cm. Il maschio, come in tutti i rapaci diurni, è più piccolo della femmina. Dimensioni a parte, non sussiste un rilevante dimorfismo sessuale.

## Biologia
Raggiunge la maturità sessuale a circa tre anni; caccia piccoli mammiferi come topi, lepri, conigli selvatici, oppure uccelli, e all'occorrenza non disdegna rettili, insetti o carogne; gli attacchi possono essere in picchiata (dall'alto), diretti (cattura in volo) o indiretti (di rimessa), sebbene gli attacchi diretti con cattura in volo siano piuttosto rari.
Si è guadagnata il soprannome di falco lupo, poiché risulta l'unico accipitride a vivere in famiglie composte anche da 7/8 individui, (arrivando persino a gruppi di 15/20 individui), ed a cacciare in branco; solitamente il maschio, più agile, sferra il primo attacco alla preda ed in seguito viene raggiunto dalla femmina, più grossa e potente, che termina l'azione di caccia.
Non ha uno scatto bruciante come un astore, ma le ali più allungate gli consentono una maggiore precisione nelle virate repentine; inoltre è armato molto bene, possedendo infatti poderosi artigli.

## Distribuzione e habitat
La specie ha un ampio areale che comprende Stati Uniti meridionali, Messico, Guatemala, El Salvador, Honduras, Nicaragua, Costa Rica, Colombia, Venezuela, Ecuador, Brasile, Perù, Bolivia, Paraguay, Uruguay, Argentina e Cile.

## Tassonomia
Sono riconosciute due sottospecie:
- Parabuteo unicinctus unicinctus
- Parabuteo unicinctus harrisi

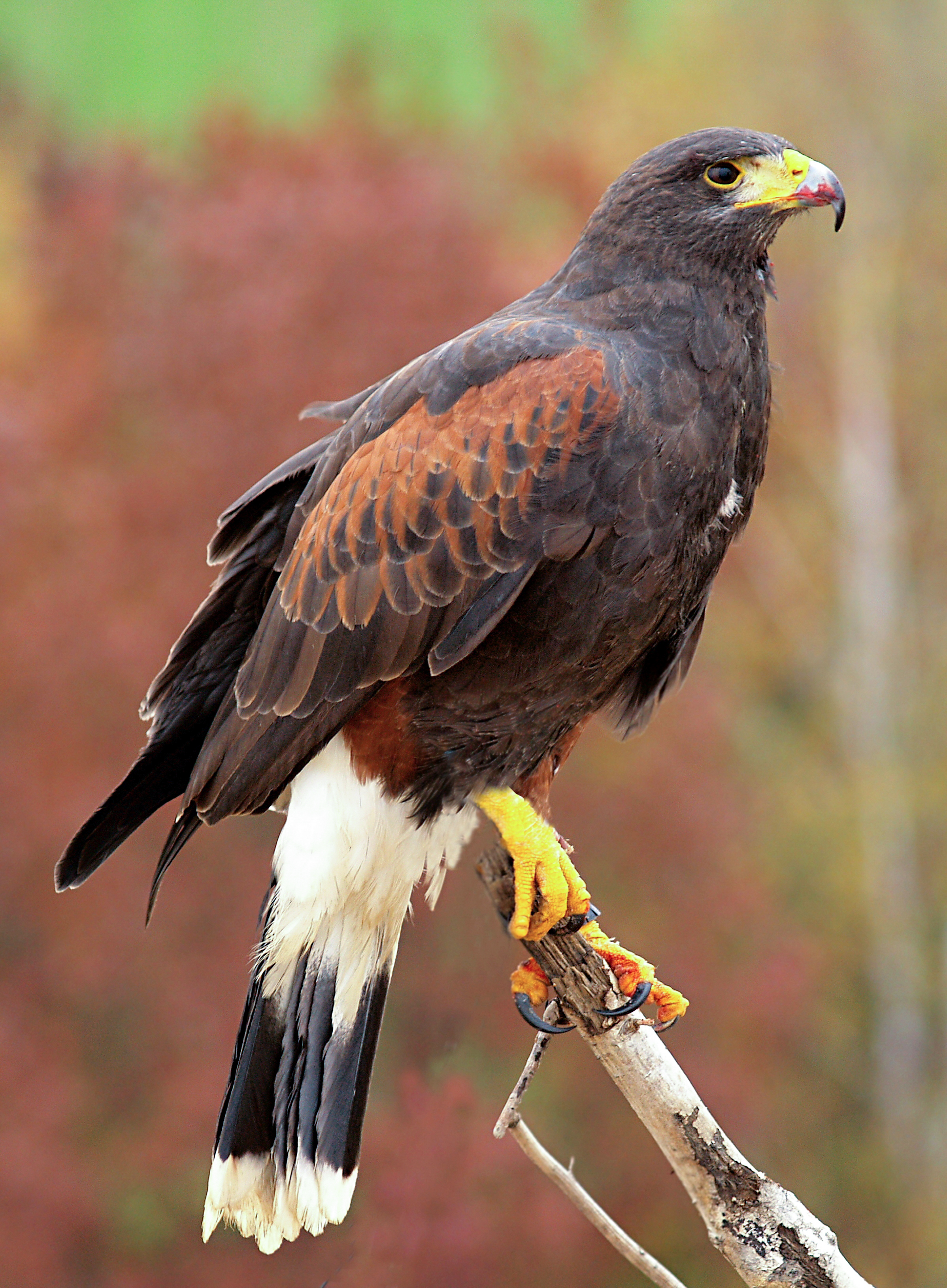
Parabuteo unicinctus harrisi

- La sottospecie Parabuteo Unicinctus Superior non è riconosciuto a livello scientifico e quindi "inesistente", i soggetti comunemente chiamati Superior non sono altro che degli harris appartenenti alla sottospecie P. U. Harrisi
- La sottospecie comunemente chiamata "peruviano" non esiste, in natura questi soggetti non sono altro che l'inbreeding naturale tra P. U. Harrisi e P. U. Unicinctus che avviene appunto nella fascia del territorio peruviano dove le due sottospecie si incontrano.

## Contatti con l'uomo
Questo rapace è largamente impiegato nella falconeria per le sue straordinarie capacità in volo, per la sua attitudine alla caccia in gruppo, e soprattutto perché è uno dei rapaci più facili da ammansire. A differenza di altri rapaci, i falchi non possono essere addestrati in senso tradizionale: essi instaurano un rapporto di collaborazione con il falconiere, basato sulla certezza di trovare cibo sul pugno di chi li fa volare.